# Rifle PHASR
El rifle táctico de asalto Phasr (siglas en inglés de Personnel Halting and Stimulation Response) es un prototipo de arma no letal creado por el Departamento de Defensa de los Estados Unidos, en la sección (JNLWD) Joint Non-Lethal Weapons Directorate, la finalidad de esta arma es generar y enviar un pulso de microondas con diferente grado de intensidad y potencia, hacia uno o múltiples objetivos en un área concreta, el efecto del sistema térmico hace que se caliente la capa externa de la piel utilizando las microondas para repeler a los individuos de forma segura. 

## Funcionamiento
Los efectos sobre el objetivo van desde pequeñas molestias cutáneas hasta quemaduras leves, pero en los próximos años se mejorará la eficiencia del arma de manera exponencial, pudiendo matar como si de un arma normal se tratara, pudiendo generar quemaduras externas e internas de tercer grado provocando la muerte por el efecto potente de las microondas sobre las moléculas de los organismos.

## Desarrollo de Arma
Los inicios de esta arma son inciertos, el estudio técnico fue iniciado sobre los primeros años de la década de los 90 siendo probada en el pasado pero abandonado sobre el año 1995, sobre el año 2000 el proyecto fue retomado para aplicaciones militares por la unidad de investigación : División Láser y Dirección de Energía, Dirigida por el Laboratorio de Investigación de Fuerza Aérea, en Base de Fuerza Aérea de Kirtland, Nuevo México. También implicado en su desarrollo está el Laboratorio Dirección de Eficacia Humana ,en Arroyos CityBase, en Texas, que caracterizó el sistema a asegurándose que puede funcionar sin peligro y estudiando los efectos biológicos.

## Aplicaciones
Muchas empresas del sector privado se han interesado por este tipo de tecnología para hacer armas de autoprotección personal, como si de un spray de defensa se tratara, pero en vez de enviar un líquido urticante, se enviaría un haz de microondas de baja potencia al agresor en cuestión dejándolo incapacitado temporalmente para poder huir de la agresión y avisar a las autoridades policiales, que pondría a disposición judicial al sujeto.
Incluso el sector naval se ha interesado encarecidamente por este tipo de armas a raíz de la creciente piratería en las aguas internacionales, ya que permitiría de una manera segura y no letal ahuyentar a los piratas que intentan abordar algún buque para pedir algún rescate por su tripulación.